# 小山佳久
小山 佳久（こやま よしひさ）は、日本のゲーム企業マネージャー。1991年神奈川大学卒業後、株式会社ナナオ、アイレムソフトウェアエンジニアリングに入社。シニアマネージャー。

## 来歴
- 石川県出身
- 1991年神奈川大学卒業
- 1991年4月〜1994年5月株式会社ナナオ、Nanao USA Corp.
- 1994年5月〜1998年6月Eizo Nanao Technologies Inc(Cypress,CA,USA)Tressure
- 1998年7月〜2010年9月株式会社ナナオ
- 2010年9月〜2012年11月艺卓显像技术(苏州)有限公司(Eizo Display Technologies (Suzhou)Co.,Ltd)Director&President
- 2012年12月〜2013年3月ナナオ
- 2013年4月から現在 EIZOManager.HR
- 2015年1月2日から現在IremSenior Manager

## 人物
㈱ナナオ入社後、アメリカ合衆国、中国の法人に出向、現在アイレム、シニアマネージャーを務める。

## 業績・作品リスト
- R-TYPEシリーズ